# Амерхан Хатат
Хатат (Хатат из Дарго, Хатат Амирханов; 1823, Дарго, Ичкерия – 1891, там же)  — чеченский полководец XIX века, активный участник Кавказской войны 1817—1864. Один из самых молодых наибов. Был наибом столицы Имамата – Дарго. Выходец из тайпа Белгатой.

## Биография
22-летний Хатат, наиб с. Дарго. В 1845 году сменил Дубу в аулах между реками Аргун, Мартан и главной дорогой Атаги-Урус-Мартан. пользовался доверием имама и, несмотря на молодость, был известен храбростью и умением руководить людьми в бою.
После окончания Кавказской войны был депутатом в окружном суде Ичкеринского округа и в Горском словесном суде Аргунского (позже - Веденского) округа.
Хатат был одним из информаторов исследователя Н. Семёнова в сборе фольклорного материала для книги «Сказки и легенды чеченцев», изданной во Владикавказе в 1882 году. 
Скончался в 1891 году, похоронен в Дарго.